# キアッパ・ファイアアームズ
キアッパ（チアッパ）・ファイアアームズ（英: Chiappa Firearms）は、イタリアのブレシアに本社を置く銃器メーカーである。

## 概要
1958年にエゼチエル・キアッパによって設立され、ユニットの総生産量は年間60,000にもなる。又、銃器大国であるアメリカではオハイオ州デイトン市に支社が存在する。

## アルミ・スポーツ
同社の銃器製造部門。標的射撃用やカウボーイアクション射撃用、コレクターズアイテム用に狩猟用等の銃器を製造しており、M1911（複製型）等の現代的な銃の他に、マズルローダー方式の銃器やウィンチェスターライフルといった古典的な銃の複製型も製造している。

### 製造銃器

#### 拳銃
- キアッパ 1911（M1911の複製型。口径は.22、もしくは.45）
- キアッパ M9（ベレッタ M92の複製型。口径は9mm、もしくは .40 ）
- キアッパ M27E（CZ75の複製型）
- ライノ

#### 小銃
- リトルバジャー

#### 散弾銃
- トリプルスレット
- リトルバジャーショットガン

#### コンビネーションガン
- ダブルバジャー
- M6

## キマル
空砲銃やエアガン、スターターピストル、非致死性兵器に映画用のプロップガン等を製造しており、狩猟犬、もしくは使役犬の訓練も行っている。